# Хриплинська сільська рада
Хриплинська сільська́ ра́да — колишній орган місцевого самоврядування у складі Івано-Франківської міської ради Івано-Франківської області. Адміністративний центр — село Хриплин.

## Загальні відомості
- Територія ради: 9,584 км²
- Населення ради: 1 887 осіб (станом на 2001 рік)
- Територією ради протікає річка Бистриця Надвірнянська.

## Населені пункти
Сільській раді підпорядковані населені пункти:
- с. Хриплин

## Склад ради
Рада складається з 16 депутатів та голови.
- Голова ради: Соколик Роман Петрович
- Секретар ради: Стефінін Любов Іванівна

### Керівний склад попередніх скликань
| ПІБ                     | Основні відомості                                                                   | Дата обрання | Дата звільнення |
| ----------------------- | ----------------------------------------------------------------------------------- | ------------ | --------------- |
| Палюга Марія Федорівна  | Сільський голова, 1964 року народження, член партії Християнсько-Демократичний Союз | 26.03.2006   | 31.10.2010      |
| Качмар Роман Васильович | Сільський голова, 1978 року народження, освіта вища, безпартійний                   | 31.10.2010   |                 |

Примітка: таблиця складена за даними джерела

### Депутати
За результатами місцевих виборів 2010 року депутатами ради стали:

#### За суб'єктами висування
| Суб'єкт висування | Кількість обраних депутатів | %   |
| ----------------- | --------------------------- | --- |
| Самовисування     | 16                          | 100 |

#### За округами
| № округу | Прізвище, ім'я, по батькові   | Дата визнання обраним | Освіта         | Партійна приналежність           | Відомості про обраного депутата                               |
| -------- | ----------------------------- | --------------------- | -------------- | -------------------------------- | ------------------------------------------------------------- |
| 1        | Гаврилишин Оксана Петрівна    | 05.11.2010            | Освіта вища    | позапартійна                     | ТзОВ"Софія-З", директор                                       |
| 2        | Матійчик Дмитро Іванович      | 05.11.2010            | Освіта середня | позапартійний                    | обласний автоучкомбінат, сторож                               |
| 3        | Галіщук Олена Андріївна       | 05.11.2010            | Освіта середня | позапартійна                     | фельдшерсько-акушерський пункт с. Хриплин, завідувачка        |
| 4        | Борис Степан Петрович         | 05.11.2010            | Освіта середня | член Української Народної Партії | тимчасово не працює                                           |
| 5        | Ромак Наталія Романівна       | 05.11.2010            | Освіта середня | позапартійна                     | виконком Хриплинської сільської ради, спеціаліст ІІ категорії |
| 6        | Сапарова Наталія Петрівна     | 05.11.2010            | Освіта вища    | позапартійна                     | Хриплинська загальноосвітня школа І-ІІ ст., вчитель           |
| 7        | Микитин Олександра Василівна  | 05.11.2010            | Освіта вища    | позапартійна                     | Хриплинська сільська рада, секретар сільської ради            |
| 8        | Гавриляк Василь Михайлович    | 05.11.2010            | Освіта вища    | позапартійний                    | студент                                                       |
| 9        | Ясінський Олег Ярославович    | 05.11.2010            | Освіта вища    | позапартійний                    | тимчасово не працює                                           |
| 10       | Ракута Марія Михайлівна       | 05.11.2010            | Освіта середня | член Української Народної Партії | виконком Хриплинської сільської ради, паспортист              |
| 11       | Карабин Василь Григорович     | 05.11.2010            | Освіта вища    | позапартійний                    | кооператив «Стріла», голова кооперативу                       |
| 12       | Грицко Марія Іванівна         | 05.11.2010            | Освіта середня | позапартійна                     | КП «Харчопромсервіс», головний бухгалтер                      |
| 13       | Куницька Галина Володимирівна | 05.11.2010            | Освіта вища    | позапартійна                     | Хриплинська загальноосвітня школа І-ІІ ст., директор          |
| 14       | Коритко Володимир Йосипович   | 05.11.2010            | Освіта середня | позапартійний                    | ВАТ «Променерговузол», сторож                                 |
| 15       | Степіна Микола Ярославович    | 05.11.2010            | Освіта середня | позапартійний                    | Локомотивне ДЕПО, машиніст                                    |
| 16       | Валовіна Галина Ярославівна   | 05.11.2010            | Освіта вища    | позапартійна                     | ЗАТ «АВАНГАРД», головний бухгалтер                            |